# São Luíz do Norte
São Luíz do Norte är en kommun i Brasilien.   Den ligger i delstaten Goiás, i den centrala delen av landet, 180 km nordväst om huvudstaden Brasília. Antalet invånare är 4 617. Arean är 586 kvadratkilometer.
Terrängen i São Luíz do Norte är platt åt sydost, men åt nordväst är den kuperad.
Omgivningarna runt São Luíz do Norte är huvudsakligen savann. Runt São Luíz do Norte är det mycket glesbefolkat, med 6 invånare per kvadratkilometer.